# Eleições autárquicas de 2017 em Gondomar
As eleições autárquicas de 2017 serviram para eleger os membros dos órgãos do poder local no concelho de Gondomar.
Marco Martins, presidente eleito em 2013 pelo Partido Socialista, foi novamente o grande vencedor, obtendo uma votação semelhante à de 2013 e mantendo a maioria absoluta na vereação municipal, ao conseguir 45,5% dos votos e 6 deputados.
Valentim Loureiro, presidente da câmara de 1993 a 2013, voltou a recandidatar-se, mas, ficou bastante longe de conquista a câmara e bem longe de ameaçar a vitória socialista, ao obter 19,9% dos votos e 2 vereadores.
A Coligação Democrática Unitária, que apoiou Daniel Vieira, obteve um excelente resultado, subindo para os 15,4% dos votos e conseguindo 2 vereadores.
Por fim, destacar o mau resultado da coligação do PSD-CDS, que se ficou pelos 11,0% dos votos e 1 vereador e o falhanço do Bloco de Esquerda em eleger um vereador.

## Listas e Candidatos
| Lista | Lista                             | Candidato         |
| ----- | --------------------------------- | ----------------- |
|       | Partido Socialista                | Marco Martins     |
|       | Valentim Loureiro Coração de Ouro | Valentim Loureiro |
|       | Coligação Democrática Unitária    | Daniel Vieira     |
|       | PSD-CDS                           | Rafael Amorim     |
|       | Bloco de Esquerda                 | Rui Nóvoa         |

## Resultados Oficiais
Os resultados para os diferentes órgãos do poder local no Concelho de Gondomar foram os seguintes:

## Mapa

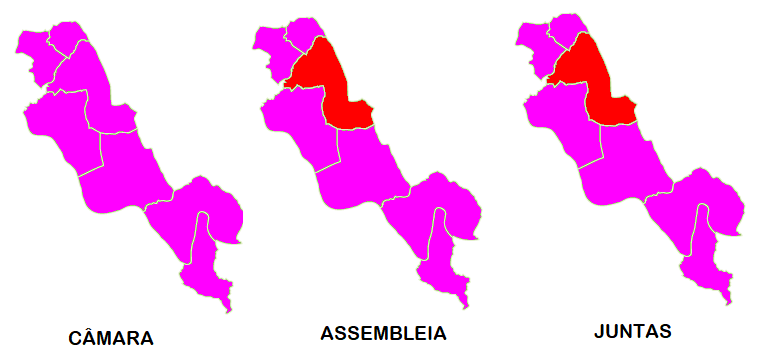
Partido mais votado por Freguesia

### Câmara Municipal
| Partido                 | Partido                           | Votos   | %               | +/-   | Vereadores | +/-     |
| ----------------------- | --------------------------------- | ------- | --------------- | ----- | ---------- | ------- |
|                         | Partido Socialista                | 37 147  | 45,52 / 100,00  | 0,89  | 6 / 11     | 1       |
|                         | Valentim Loureiro Coração de Ouro | 16 238  | 19,90 / 100,00  | Novo  | 2 / 11     | Novo    |
|                         | Coligação Democrática Unitária    | 12 556  | 15,38 / 100,00  | 3,23  | 2 / 11     | 1       |
|                         | PSD-CDS                           | 9 003   | 11,03 / 100,00  | 11,10 | 1 / 11     | 2       |
|                         | Bloco de Esquerda                 | 2 907   | 3,56 / 100,00   | 0,02  | 0 / 11     | Estável |
| Votos Inválidos         | Votos Inválidos                   | 3 763   | 4,61 / 100,00   | 11,12 |            |         |
| Total                   | Total                             | 81 614  | 100,00 / 100,00 |       | 11 / 11    |         |
| Eleitorado/Participação | Eleitorado/Participação           | 145 357 | 56,15 / 100,00  | 5,65  |            |         |

### Assembleia Municipal
| Partido                 | Partido                           | Votos   | %               | +/-   | Deputados | +/-     |
| ----------------------- | --------------------------------- | ------- | --------------- | ----- | --------- | ------- |
|                         | Partido Socialista                | 34 151  | 41,84 / 100,00  | 0,72  | 15 / 33   | 3       |
|                         | Valentim Loureiro Coração de Ouro | 14 935  | 18,30 / 100,00  | Novo  | 6 / 33    | Novo    |
|                         | Coligação Democrática Unitária    | 12 914  | 15,82 / 100,00  | 1,79  | 5 / 33    | Estável |
|                         | PSD-CDS                           | 10 883  | 13,33 / 100,00  | 9,19  | 5 / 33    | 4       |
|                         | Bloco de Esquerda                 | 4 467   | 5,47 / 100,00   | 0,84  | 2 / 33    | 1       |
| Votos Inválidos         | Votos Inválidos                   | 4 265   | 5,23 / 100,00   | 11,03 |           |         |
| Total                   | Total                             | 81 615  | 100,00 / 100,00 |       | 33 / 33   |         |
| Eleitorado/Participação | Eleitorado/Participação           | 145 357 | 56,15 / 100,00  | 5,65  |           |         |

### Juntas de Freguesia
| Partido                 | Partido                        | Votos   | %               | +/-   | Presidentes | +/-     | Vereadores | +/-     |
| ----------------------- | ------------------------------ | ------- | --------------- | ----- | ----------- | ------- | ---------- | ------- |
|                         | Partido Socialista             | 33 365  | 40,88 / 100,00  | 0,59  | 6 / 7       | Estável | 51 / 105   | 8       |
|                         | PSD-CDS                        | 13 759  | 16,86 / 100,00  | 5,61  | 0 / 7       | Estável | 18 / 105   | 11      |
|                         | Grupo de Cidadãos              | 13 205  | 16,18 / 100,00  | 12,92 | 0 / 7       | Estável | 17 / 105   | 14      |
|                         | Coligação Democrática Unitária | 13 130  | 16,09 / 100,00  | 0,16  | 1 / 7       | Estável | 17 / 105   | 1       |
|                         | Bloco de Esquerda              | 3 858   | 4,73 / 100,00   | 0,55  | 0 / 7       | Estável | 2 / 105    | Estável |
| Votos Inválidos         | Votos Inválidos                | 4 293   | 5,26 / 100,00   | 8,61  |             |         |            |         |
| Total                   | Total                          | 81 610  | 100,00 / 100,00 |       | 7 / 7       |         | 105 / 105  | 4       |
| Eleitorado/Participação | Eleitorado/Participação        | 145 357 | 56,14 / 100,00  | 5,64  |             |         |            |         |

## Resultados por Freguesia

### Câmara Municipal
| Freguesia                            | %     | %     | %     | %        | %    | Votantes |
| Freguesia                            | PS    | VLCO  | CDU   | PSD -CDS | BE   | Votantes |
| ------------------------------------ | ----- | ----- | ----- | -------- | ---- | -------- |
| Baguim do Monte                      | 49,84 | 19,47 | 8,59  | 13,09    | 3,59 | 7 011    |
| Fânzeres e São Pedro da Cova         | 32,57 | 20,36 | 31,90 | 8,35     | 3,04 | 17 999   |
| Foz do Sousa e Covelo                | 43,07 | 21,70 | 14,73 | 11,79    | 3,46 | 4 446    |
| Gondomar (São Cosme), Valbom e Jovim | 40,02 | 26,04 | 12,96 | 12,27    | 3,65 | 24 189   |
| Lomba                                | 71,12 | 10,53 | 2,82  | 10,53    | 0,65 | 921      |
| Melres e Medas                       | 37,33 | 25,30 | 15,47 | 13,69    | 3,13 | 3 549    |
| Rio Tinto                            | 60,49 | 12,55 | 7,86  | 10,66    | 4,06 | 23 499   |
| Gondomar                             | 45,52 | 19,90 | 15,38 | 11,03    | 3,56 | 81 614   |

#### Baguim do Monte
| Partido                 | Partido                           | Votos  | %               | +/-  |
| ----------------------- | --------------------------------- | ------ | --------------- | ---- |
|                         | Partido Socialista                | 3 494  | 49,84 / 100,00  | 7,97 |
|                         | Valentim Loureiro Coração de Ouro | 1 365  | 19,47 / 100,00  | Novo |
|                         | PSD-CDS                           | 918    | 13,09 / 100,00  | 5,64 |
|                         | Coligação Democrática Unitária    | 602    | 8,59 / 100,00   | 1,52 |
|                         | Bloco de Esquerda                 | 252    | 3,59 / 100,00   | 0,52 |
| Votos Inválidos         | Votos Inválidos                   | 380    | 5,42 / 100,00   | 7,89 |
| Total                   | Total                             | 7 011  | 100,00 / 100,00 |      |
| Eleitorado/Participação | Eleitorado/Participação           | 12 461 | 56,26 / 100,00  | 5,11 |

#### Fânzeres e São Pedro da Cova
| Partido                 | Partido                           | Votos  | %               | +/-   |
| ----------------------- | --------------------------------- | ------ | --------------- | ----- |
|                         | Partido Socialista                | 5 862  | 32,57 / 100,00  | 4,22  |
|                         | Coligação Democrática Unitária    | 5 741  | 31,90 / 100,00  | 9,49  |
|                         | Valentim Loureiro Coração de Ouro | 3 664  | 20,36 / 100,00  | Novo  |
|                         | PSD-CDS                           | 1 503  | 8,35 / 100,00   | 9,73  |
|                         | Bloco de Esquerda                 | 547    | 3,04 / 100,00   | 0,48  |
| Votos Inválidos         | Votos Inválidos                   | 682    | 3,79 / 100,00   | 15,41 |
| Total                   | Total                             | 17 999 | 100,00 / 100,00 |       |
| Eleitorado/Participação | Eleitorado/Participação           | 33 484 | 53,75 / 100,00  | 4,42  |

#### Foz do Sousa e Covelo
| Partido                 | Partido                           | Votos | %               | +/-   |
| ----------------------- | --------------------------------- | ----- | --------------- | ----- |
|                         | Partido Socialista                | 1 915 | 43,07 / 100,00  | 2,44  |
|                         | Valentim Loureiro Coração de Ouro | 965   | 21,70 / 100,00  | Novo  |
|                         | Coligação Democrática Unitária    | 655   | 14,73 / 100,00  | 8,86  |
|                         | PSD-CDS                           | 524   | 11,79 / 100,00  | 20,32 |
|                         | Bloco de Esquerda                 | 154   | 3,46 / 100,00   | 1,07  |
| Votos Inválidos         | Votos Inválidos                   | 233   | 5,24 / 100,00   | 8,88  |
| Total                   | Total                             | 4 446 | 100,00 / 100,00 |       |
| Eleitorado/Participação | Eleitorado/Participação           | 6 564 | 67,73 / 100,00  | 4,91  |

#### Gondomar São Cosme, Valbom e Jovim
| Partido                 | Partido                           | Votos  | %               | +/-   |
| ----------------------- | --------------------------------- | ------ | --------------- | ----- |
|                         | Partido Socialista                | 9 681  | 40,02 / 100,00  | 2,17  |
|                         | Valentim Loureiro Coração de Ouro | 6 299  | 26,04 / 100,00  | Novo  |
|                         | Coligação Democrática Unitária    | 3 136  | 12,96 / 100,00  | 2,24  |
|                         | PSD-CDS                           | 2 969  | 12,27 / 100,00  | 16,32 |
|                         | Bloco de Esquerda                 | 882    | 3,65 / 100,00   | 0,77  |
| Votos Inválidos         | Votos Inválidos                   | 1 222  | 5,06 / 100,00   | 13,36 |
| Total                   | Total                             | 24 189 | 100,00 / 100,00 |       |
| Eleitorado/Participação | Eleitorado/Participação           | 41 645 | 58,08 / 100,00  | 7,98  |

#### Lomba
| Partido                 | Partido                           | Votos | %               | +/-   |
| ----------------------- | --------------------------------- | ----- | --------------- | ----- |
|                         | Partido Socialista                | 655   | 71,12 / 100,00  | 14,34 |
|                         | Valentim Loureiro Coração de Ouro | 97    | 10,53 / 100,00  | Novo  |
|                         | PSD-CDS                           | 97    | 10,53 / 100,00  | 5,14  |
|                         | Coligação Democrática Unitária    | 26    | 2,82 / 100,00   | 10,85 |
|                         | Bloco de Esquerda                 | 6     | 0,65 / 100,00   | 0,61  |
| Votos Inválidos         | Votos Inválidos                   | 40    | 4,34 / 100,00   | 8,28  |
| Total                   | Total                             | 921   | 100,00 / 100,00 |       |
| Eleitorado/Participação | Eleitorado/Participação           | 1 368 | 67,32 / 100,00  | 1,82  |

#### Melres e Medas
| Partido                 | Partido                           | Votos | %               | +/-   |
| ----------------------- | --------------------------------- | ----- | --------------- | ----- |
|                         | Partido Socialista                | 1 325 | 37,33 / 100,00  | 17,18 |
|                         | Valentim Loureiro Coração de Ouro | 898   | 25,30 / 100,00  | Novo  |
|                         | Coligação Democrática Unitária    | 549   | 15,47 / 100,00  | 10,18 |
|                         | PSD-CDS                           | 486   | 13,69 / 100,00  | 15,36 |
|                         | Bloco de Esquerda                 | 111   | 3,13 / 100,00   | 1,04  |
| Votos Inválidos         | Votos Inválidos                   | 180   | 5,07 / 100,00   | 3,99  |
| Total                   | Total                             | 3 549 | 100,00 / 100,00 |       |
| Eleitorado/Participação | Eleitorado/Participação           | 4 964 | 71,49 / 100,00  | 4,14  |

#### Rio Tinto
| Partido                 | Partido                           | Votos  | %               | +/-  |
| ----------------------- | --------------------------------- | ------ | --------------- | ---- |
|                         | Partido Socialista                | 14 215 | 60,49 / 100,00  | 2,79 |
|                         | Valentim Loureiro Coração de Ouro | 2 950  | 12,55 / 100,00  | Novo |
|                         | PSD-CDS                           | 2 506  | 10,66 / 100,00  | 6,03 |
|                         | Coligação Democrática Unitária    | 1 847  | 7,86 / 100,00   | 1,56 |
|                         | Bloco de Esquerda                 | 955    | 4,06 / 100,00   | 0,51 |
| Votos Inválidos         | Votos Inválidos                   | 1 026  | 4,36 / 100,00   | 8,28 |
| Total                   | Total                             | 23 499 | 100,00 / 100,00 |      |
| Eleitorado/Participação | Eleitorado/Participação           | 44 871 | 52,37 / 100,00  | 6,09 |

### Assembleia Municipal
| Freguesia                            | %     | %     | %     | %        | %    | Votantes |
| Freguesia                            | PS    | VLCO  | CDU   | PSD -CDS | BE   | Votantes |
| ------------------------------------ | ----- | ----- | ----- | -------- | ---- | -------- |
| Baguim do Monte                      | 46,27 | 17,33 | 9,47  | 15,25    | 5,52 | 7 015    |
| Fânzeres e São Pedro da Cova         | 30,64 | 19,23 | 31,80 | 9,48     | 4,52 | 18 000   |
| Foz do Sousa e Covelo                | 41,34 | 20,45 | 13,92 | 13,20    | 5,08 | 4 446    |
| Gondomar (São Cosme), Valbom e Jovim | 35,56 | 23,82 | 13,23 | 15,82    | 5,87 | 24 188   |
| Lomba                                | 69,06 | 9,88  | 2,71  | 12,05    | 1,74 | 921      |
| Melres e Medas                       | 36,18 | 22,48 | 16,02 | 15,23    | 4,26 | 3 546    |
| Rio Tinto                            | 55,45 | 11,49 | 8,99  | 12,95    | 6,19 | 23 499   |
| Gondomar                             | 41,84 | 18,30 | 15,82 | 13,33    | 5,47 | 81 615   |

#### Baguim do Monte
| Partido                 | Partido                           | Votos  | %               | +/-  |
| ----------------------- | --------------------------------- | ------ | --------------- | ---- |
|                         | Partido Socialista                | 3 246  | 46,27 / 100,00  | 8,73 |
|                         | Valentim Loureiro Coração de Ouro | 1 216  | 17,33 / 100,00  | Novo |
|                         | PSD-CDS                           | 1 070  | 15,25 / 100,00  | 3,92 |
|                         | Coligação Democrática Unitária    | 664    | 9,47 / 100,00   | 1,12 |
|                         | Bloco de Esquerda                 | 387    | 5,52 / 100,00   | 1,62 |
| Votos Inválidos         | Votos Inválidos                   | 432    | 6,16 / 100,00   | 7,41 |
| Total                   | Total                             | 7 015  | 100,00 / 100,00 |      |
| Eleitorado/Participação | Eleitorado/Participação           | 12 461 | 56,30 / 100,00  | 5,16 |

#### Fânzeres e São Pedro da Cova
| Partido                 | Partido                           | Votos  | %               | +/-   |
| ----------------------- | --------------------------------- | ------ | --------------- | ----- |
|                         | Coligação Democrática Unitária    | 5 724  | 31,80 / 100,00  | 5,95  |
|                         | Partido Socialista                | 5 515  | 30,64 / 100,00  | 2,25  |
|                         | Valentim Loureiro Coração de Ouro | 3 461  | 19,23 / 100,00  | Novo  |
|                         | PSD-CDS                           | 1 706  | 9,48 / 100,00   | 8,05  |
|                         | Bloco de Esquerda                 | 813    | 4,52 / 100,00   | 0,18  |
| Votos Inválidos         | Votos Inválidos                   | 781    | 4,34 / 100,00   | 15,05 |
| Total                   | Total                             | 18 000 | 100,00 / 100,00 |       |
| Eleitorado/Participação | Eleitorado/Participação           | 33 484 | 53,76 / 100,00  | 4,43  |

#### Foz do Sousa e Covelo
| Partido                 | Partido                           | Votos | %               | +/-   |
| ----------------------- | --------------------------------- | ----- | --------------- | ----- |
|                         | Partido Socialista                | 1 838 | 41,34 / 100,00  | 3,31  |
|                         | Valentim Loureiro Coração de Ouro | 909   | 20,45 / 100,00  | Novo  |
|                         | Coligação Democrática Unitária    | 619   | 13,92 / 100,00  | 6,75  |
|                         | PSD-CDS                           | 587   | 13,20 / 100,00  | 17,75 |
|                         | Bloco de Esquerda                 | 226   | 5,08 / 100,00   | 2,13  |
| Votos Inválidos         | Votos Inválidos                   | 267   | 6,00 / 100,00   | 8,28  |
| Total                   | Total                             | 4 446 | 100,00 / 100,00 |       |
| Eleitorado/Participação | Eleitorado/Participação           | 6 564 | 67,73 / 100,00  | 4,91  |

#### Gondomar São Cosme, Valbom e Jovim
| Partido                 | Partido                           | Votos  | %               | +/-   |
| ----------------------- | --------------------------------- | ------ | --------------- | ----- |
|                         | Partido Socialista                | 8 602  | 35,56 / 100,00  | 0,83  |
|                         | Valentim Loureiro Coração de Ouro | 5 762  | 23,82 / 100,00  | Novo  |
|                         | PSD-CDS                           | 3 826  | 15,82 / 100,00  | 13,10 |
|                         | Coligação Democrática Unitária    | 3 201  | 13,23 / 100,00  | 1,32  |
|                         | Bloco de Esquerda                 | 1 419  | 5,87 / 100,00   | 0,21  |
| Votos Inválidos         | Votos Inválidos                   | 1 378  | 5,69 / 100,00   | 13,09 |
| Total                   | Total                             | 24 188 | 100,00 / 100,00 |       |
| Eleitorado/Participação | Eleitorado/Participação           | 41 645 | 58,08 / 100,00  | 7,98  |

#### Lomba
| Partido                 | Partido                           | Votos | %               | +/-   |
| ----------------------- | --------------------------------- | ----- | --------------- | ----- |
|                         | Partido Socialista                | 636   | 69,06 / 100,00  | 13,54 |
|                         | PSD-CDS                           | 111   | 12,05 / 100,00  | 4,04  |
|                         | Valentim Loureiro Coração de Ouro | 91    | 9,88 / 100,00   | Novo  |
|                         | Coligação Democrática Unitária    | 25    | 2,71 / 100,00   | 11,59 |
|                         | Bloco de Esquerda                 | 16    | 1,74 / 100,00   | 0,27  |
| Votos Inválidos         | Votos Inválidos                   | 42    | 4,56 / 100,00   | 8,05  |
| Total                   | Total                             | 921   | 100,00 / 100,00 |       |
| Eleitorado/Participação | Eleitorado/Participação           | 1 368 | 67,32 / 100,00  | 1,82  |

#### Melres e Medas
| Partido                 | Partido                           | Votos | %               | +/-   |
| ----------------------- | --------------------------------- | ----- | --------------- | ----- |
|                         | Partido Socialista                | 1 283 | 36,18 / 100,00  | 17,67 |
|                         | Valentim Loureiro Coração de Ouro | 797   | 22,48 / 100,00  | Novo  |
|                         | Coligação Democrática Unitária    | 568   | 16,02 / 100,00  | 10,42 |
|                         | PSD-CDS                           | 540   | 15,23 / 100,00  | 13,64 |
|                         | Bloco de Esquerda                 | 151   | 4,26 / 100,00   | 1,93  |
| Votos Inválidos         | Votos Inválidos                   | 207   | 5,83 / 100,00   | 3,51  |
| Total                   | Total                             | 3 546 | 100,00 / 100,00 |       |
| Eleitorado/Participação | Eleitorado/Participação           | 4 964 | 71,43 / 100,00  | 4,18  |

#### Rio Tinto
| Partido                 | Partido                           | Votos  | %               | +/-  |
| ----------------------- | --------------------------------- | ------ | --------------- | ---- |
|                         | Partido Socialista                | 13 031 | 55,45 / 100,00  | 3,99 |
|                         | PSD-CDS                           | 3 043  | 12,95 / 100,00  | 5,38 |
|                         | Valentim Loureiro Coração de Ouro | 2 699  | 11,49 / 100,00  | Novo |
|                         | Coligação Democrática Unitária    | 2 113  | 8,99 / 100,00   | 2,40 |
|                         | Bloco de Esquerda                 | 1 455  | 6,19 / 100,00   | 1,24 |
| Votos Inválidos         | Votos Inválidos                   | 1 158  | 4,93 / 100,00   | 8,94 |
| Total                   | Total                             | 23 499 | 100,00 / 100,00 |      |
| Eleitorado/Participação | Eleitorado/Participação           | 44 871 | 52,37 / 100,00  | 6,09 |

### Juntas de Freguesia

#### Baguim do Monte
| Partido                 | Partido                           | Votos  | %               | +/-   | Vereadores | +/-     |
| ----------------------- | --------------------------------- | ------ | --------------- | ----- | ---------- | ------- |
|                         | Partido Socialista                | 3 217  | 45,87 / 100,00  | 17,50 | 8 / 13     | 2       |
|                         | PSD-CDS                           | 1 191  | 16,98 / 100,00  | 0,36  | 2 / 13     | Estável |
|                         | Valentim Loureiro Coração de Ouro | 1 115  | 15,90 / 100,00  | Novo  | 2 / 13     | Novo    |
|                         | Coligação Democrática Unitária    | 668    | 9,52 / 100,00   | 2,85  | 1 / 13     | Estável |
|                         | Bloco de Esquerda                 | 375    | 5,35 / 100,00   | 2,57  | 0 / 13     | Estável |
| Votos Inválidos         | Votos Inválidos                   | 448    | 6,39 / 100,00   | 4,18  |            |         |
| Total                   | Total                             | 7 014  | 100,00 / 100,00 |       | 13 / 13    |         |
| Eleitorado/Participação | Eleitorado/Participação           | 12 461 | 56,29 / 100,00  | 5,15  |            |         |

#### Fânzeres e São Pedro da Cova
| Partido                 | Partido                           | Votos  | %               | +/-  | Vereadores | +/-     |
| ----------------------- | --------------------------------- | ------ | --------------- | ---- | ---------- | ------- |
|                         | Coligação Democrática Unitária    | 6 361  | 35,34 / 100,00  | 0,16 | 8 / 19     | Estável |
|                         | Partido Socialista                | 5 218  | 28,99 / 100,00  | 7,21 | 6 / 19     | 1       |
|                         | Valentim Loureiro Coração de Ouro | 3 021  | 16,79 / 100,00  | Novo | 3 / 19     | Novo    |
|                         | PSD-CDS                           | 1 812  | 10,07 / 100,00  | 1,84 | 2 / 19     | 1       |
|                         | Bloco de Esquerda                 | 750    | 4,17 / 100,00   | 0,22 | 0 / 19     | Estável |
| Votos Inválidos         | Votos Inválidos                   | 836    | 4,64 / 100,00   | 7,79 |            |         |
| Total                   | Total                             | 17 998 | 100,00 / 100,00 |      | 19 / 19    |         |
| Eleitorado/Participação | Eleitorado/Participação           | 33 484 | 53,75 / 100,00  | 4,42 |            |         |

#### Foz do Sousa e Covelo
| Partido                 | Partido                        | Votos | %               | +/-   | Vereadores | +/-     |
| ----------------------- | ------------------------------ | ----- | --------------- | ----- | ---------- | ------- |
|                         | Partido Socialista             | 1 650 | 37,11 / 100,00  | 11,83 | 6 / 13     | 2       |
|                         | Contamos com Todos             | 1 293 | 29,08 / 100,00  | Novo  | 4 / 13     | Novo    |
|                         | Coligação Democrática Unitária | 594   | 13,36 / 100,00  | 7,56  | 2 / 13     | 2       |
|                         | PSD-CDS                        | 532   | 11,97 / 100,00  | 18,17 | 1 / 13     | 4       |
|                         | Bloco de Esquerda              | 137   | 3,08 / 100,00   | 0,15  | 0 / 13     | Estável |
| Votos Inválidos         | Votos Inválidos                | 240   | 5,40 / 100,00   | 6,79  |            |         |
| Total                   | Total                          | 4 446 | 100,00 / 100,00 |       | 13 / 13    |         |
| Eleitorado/Participação | Eleitorado/Participação        | 6 564 | 67,73 / 100,00  | 4,91  |            |         |

#### Gondomar São Cosme, Valbom e Jovim
| Partido                 | Partido                           | Votos  | %               | +/-   | Vereadores | +/-     |
| ----------------------- | --------------------------------- | ------ | --------------- | ----- | ---------- | ------- |
|                         | Partido Socialista                | 7 916  | 32,73 / 100,00  | 0,15  | 8 / 21     | 1       |
|                         | PSD-CDS                           | 6 276  | 25,95 / 100,00  | 6,54  | 6 / 21     | 2       |
|                         | Valentim Loureiro Coração de Ouro | 4 754  | 19,66 / 100,00  | Novo  | 4 / 21     | Novo    |
|                         | Coligação Democrática Unitária    | 2 704  | 11,18 / 100,00  | 0,77  | 2 / 21     | 1       |
|                         | Bloco de Esquerda                 | 1 160  | 4,80 / 100,00   | 0,24  | 1 / 21     | Estável |
| Votos Inválidos         | Votos Inválidos                   | 1 377  | 5,69 / 100,00   | 12,24 |            |         |
| Total                   | Total                             | 24 187 | 100,00 / 100,00 |       | 21 / 21    |         |
| Eleitorado/Participação | Eleitorado/Participação           | 41 645 | 58,08 / 100,00  | 7,97  |            |         |

#### Lomba
| Partido                 | Partido                        | Votos | %               | +/-   | Vereadores | +/- |
| ----------------------- | ------------------------------ | ----- | --------------- | ----- | ---------- | --- |
|                         | Partido Socialista             | 678   | 73,62 / 100,00  | 14,42 | 7 / 9      | 1   |
|                         | PSD-CDS                        | 196   | 21,28 / 100,00  | 7,08  | 2 / 9      | 1   |
|                         | Coligação Democrática Unitária | 19    | 2,06 / 100,00   | 16,97 | 0 / 9      | 2   |
| Votos Inválidos         | Votos Inválidos                | 28    | 3,04 / 100,00   | 4,53  |            |     |
| Total                   | Total                          | 921   | 100,00 / 100,00 |       | 9 / 9      |     |
| Eleitorado/Participação | Eleitorado/Participação        | 1 368 | 67,32 / 100,00  | 1,82  |            |     |

#### Melres e Medas
| Partido                 | Partido                           | Votos | %               | +/-   | Vereadores | +/-     |
| ----------------------- | --------------------------------- | ----- | --------------- | ----- | ---------- | ------- |
|                         | Partido Socialista                | 1 153 | 32,50 / 100,00  | 23,26 | 3 / 9      | 5       |
|                         | Coligação Democrática Unitária    | 745   | 21,00 / 100,00  | 17,31 | 2 / 9      | 2       |
|                         | PSD-CDS                           | 648   | 18,26 / 100,00  | 14,41 | 2 / 9      | 3       |
|                         | Valentim Loureiro Coração de Ouro | 630   | 17,76 / 100,00  | Novo  | 2 / 9      | Novo    |
|                         | Bloco de Esquerda                 | 179   | 5,05 / 100,00   | 3,32  | 0 / 9      | Estável |
| Votos Inválidos         | Votos Inválidos                   | 193   | 5,44 / 100,00   | 0,72  |            |         |
| Total                   | Total                             | 3 548 | 100,00 / 100,00 |       | 9 / 9      | 4       |
| Eleitorado/Participação | Eleitorado/Participação           | 4 964 | 71,47 / 100,00  | 4,14  |            |         |

#### Rio Tinto
| Partido                 | Partido                           | Votos  | %               | +/-  | Vereadores | +/-     |
| ----------------------- | --------------------------------- | ------ | --------------- | ---- | ---------- | ------- |
|                         | Partido Socialista                | 13 533 | 57,60 / 100,00  | 7,06 | 13 / 21    | Estável |
|                         | PSD-CDS                           | 3 104  | 13,21 / 100,00  | 6,14 | 3 / 21     | 2       |
|                         | Valentim Loureiro Coração de Ouro | 2 392  | 10,18 / 100,00  | Novo | 2 / 21     | Novo    |
|                         | Coligação Democrática Unitária    | 2 039  | 8,68 / 100,00   | 2,60 | 2 / 21     | Estável |
|                         | Bloco de Esquerda                 | 1 257  | 5,35 / 100,00   | 0,50 | 1 / 21     | Estável |
| Votos Inválidos         | Votos Inválidos                   | 1 171  | 4,98 / 100,00   | 9,00 |            |         |
| Total                   | Total                             | 23 496 | 100,00 / 100,00 |      | 21 / 21    |         |
| Eleitorado/Participação | Eleitorado/Participação           | 44 871 | 52,36 / 100,00  | 6,08 |            |         |

#### Juntas antes e depois das Eleições
| Freguesia                            | 2013-2017 | 2013-2017                      | 2013-2017      | 2017-2021 | 2017-2021                      | 2017-2021      |
| ------------------------------------ | --------- | ------------------------------ | -------------- | --------- | ------------------------------ | -------------- |
| Baguim do Monte                      |           | Partido Socialista             | 63,37 / 100,00 |           | Partido Socialista             | 45,87 / 100,00 |
| Fânzeres e São Pedro da Cova         |           | Coligação Democrática Unitária | 35,50 / 100,00 |           | Coligação Democrática Unitária | 35,34 / 100,00 |
| Foz do Sousa e Covelo                |           | Partido Socialista             | 48,94 / 100,00 |           | Partido Socialista             | 37,11 / 100,00 |
| Gondomar (São Cosme), Valbom e Jovim |           | Partido Socialista             | 32,58 / 100,00 |           | Partido Socialista             | 32,73 / 100,00 |
| Lomba                                |           | Partido Socialista             | 59,20 / 100,00 |           | Partido Socialista             | 73,62 / 100,00 |
| Melres e Medas                       |           | Partido Socialista             | 55,76 / 100,00 |           | Partido Socialista             | 32,50 / 100,00 |
| Rio Tinto                            |           | Partido Socialista             | 50,54 / 100,00 |           | Partido Socialista             | 57,60 / 100,00 |